# David Tait
Pas d'image ? Cliquez ici

a Compétitions nationales et continentales officielles uniquement.

b Matchs officiels uniquement.
Dernière mise à jour le 14 décembre 2012.
David Campbell Tait, né le 5 juillet 1987 à Sale et mort le 12 décembre 2012 à Hong Kong, est un joueur de rugby à XV évoluant aux postes de troisième ligne centre ou  aile, et parfois comme deuxième ligne. Il joue avec les Sale Sharks de 2005 à 2010.

## Biographie
David Tait commence le rugby à XV avec les clubs anglais de Broughton Park et Altrincham Kersal avant de rejoindre les Sale Sharks en 2005. Sélectionné avec l'équipe espoir d'Angleterre, il connaît des sélections en équipe d'Écosse de rugby à sept en 2009 lors des étapes de Dubaï et d'Afrique du Sud de l'IRB Sevens World Series. Il met fin prématurément à sa carrière en 2010 en raison de blessures à répétition. Il meurt le 12 décembre 2012 à 25 ans après avoir chuté d'un immeuble à Hong Kong, apparemment suicidé.

## Palmarès
- Vainqueur du Championnat d'Angleterre en 2006